# Szopo Halvasi
Szopo Halvasi, grúzul: სოფო ხალვაში, művésznevén: Sopho, (Batumi, 1986. május 31. –) grúziai láz nemzetiségű énekesnő. Ő képviselte Grúziát a 2007-es Eurovíziós Dalfesztiválon, Helsinkiben, a Visionary Dream című dalával, ahol a tizenkettedik helyen végzett.

## Magánélete
Adzsaria fővárosában született és nőtt föl, szülei korán felismerték zenei tehetségét. A zeneművészeti főiskolára járt, oboázni és zongorázni tanult, mezzoszopránt énekelt.

## Pályafutása
2003-ban és 2004-ben a grúziai tehetségkutató versenyen zongorázás, illetve éneklés kategóriában jutalmazták. A 2006-ban Jūrmalában „New Wave” (Újhullám) címmel megrendezett lettországi tehetségkutató versenyen harmadik helyezést ért el. Ezt követően szerződést kötött az Igor Krutoj orosz zeneszerző vezetése alatt álló ARS ügynökséggel. Hazájába ünnepelt sztárként tért vissza, ahol az Imedi TV hamarosan fel is kínálta neki egy helyi tehetségkutató műsor vezetését.
2006. december 12-én a Grúz Közszolgálati Televízió bejelentette, hogy az énekesnőt választották ki, hogy képviselje Grúziát a következő Eurovíziós Dalfesztiválon, amely egyúttal a kaukázusi ország első eurovíziós szereplése volt. A március 3-án rendezett dalválasztó műsorban a nézők szavazatai alapján a My Story című dal kapta a legtöbb szavazatot, így ez a szerzemény képviselhette Grúziát. A dal címét később Visionary Dream-re változtatták meg.
Az Eurovíziós Dalfesztiválon a dalt először a május 10-én rendezett elődöntőben adta elő, ahonnan nyolcadik helyezettként sikeresen továbbjutott a május 12-i döntőbe. A szavazás során összesítésben 97 ponttal (Litvániától maximális pontot kapott) a verseny tizenkettedik helyezettje lett.
2024-ben ő ismerteti a grúz szakmai zsűri pontjait az Eurovíziós Dalfesztiválon.